# Destination Set to Nowhere
Destination Set To Nowhere è un concept album pubblicato dai Vision Divine nel 2012.

## Il disco
L'album narra della storia di un uomo (che in seguito si rivelerà essere il comandante) che, disgustato dal mondo in cui vive, decide di fuggire dalla Terra e lasciarla nelle mani di quei politici egoisti e assetati di potere che sono stati proprio la causa della sua disperazione. Egli dunque costruisce un'astronave enorme e la chiama Elpis, in onore della arcaica Dea della speranza, e insieme ad altri uomini e donne inizia un viaggio nello spazio alla ricerca di un nuovo pianeta abitabile dove possano cominciare una nuova vita, libera dall'egoismo e dalla malvagità. Dopo anni di esplorazione dello spazio, finalmente trovano un pianeta perfetto che sembra un paradiso e vi atterrano. Non passò neanche un anno dal loro arrivo che, sfortunatamente, tutti iniziarono a comportarsi proprio come quegli stessi politici dai quali sono fuggiti sulla Terra, cercando l'uno di ottenere più potere dell'altro. Tutto ciò disgusta ancora una volta il comandante che decide di andarsene nuovamente, questa volta da solo, ma senza tracciare alcuna rotta, navigando dunque con una destinazione impostata verso l'ignoto.

### CD Bonus
L'edizione limitata dell'album include un CD bonus denominato "Best Of", in cui il gruppo ha deciso di registrare nuovamente alcune tracce degli album precedenti, con la stessa produzione del CD principale, includendo una cover.

## Tracce CD
1. S'i Fosse Foco (1:50)
2. The Dream Maker (5:03)
3. Beyond the Sun and Far Away (3:58)
4. The Ark (5:42)
5. Mermaids from Their Moons (5:23)
6. The Lighthouse (4:38)
7. Message to Home (6:17)
8. The House of the Angels (5:11)
9. The Sin is You (4:38)
10. Here We Die (4:15)
11. Destination Set To Nowhere (4:17)

## Tracce CD Bonus
1. New Eden (4:01) dall'album Vision Divine (1999)
2. Vision Divine (5:02) dall'album Vision Divine (1999)
3. Send Me an Angel (4:17) dall'album Send Me an Angel (2001)
4. Taste of a Goodbye (3:42) dall'album Send Me an Angel (2001)
5. The Fallen Feather (6:21) dall'album Stream of Consciousness (2004)
6. La Vita Fugge (4:43) dall'album Stream of Consciousness (2004)
7. The Perfect Machine (6:37) dall'album The Perfect Machine (2007)
8. God Is Dead (5:23) dall'album The Perfect Machine (2007)
9. The 25th Hour (5:27) dall'album The 25th Hour (2007)
10. Voices (5:37) dall'album The 25th Hour (2007)
11. Gutter Ballet (Savatage cover) (6:34)

## Formazione
- Olaf Thorsen - chitarre
- Fabio Lione - voce
- Andrea "Tower" Torricini - basso
- Federico Puleri - chitarre
- Alessio Lucatti - tastiere
- Alessandro Bissa - batteria